# Трофим Арльский
Трофим (I или III век) — святой епископ Арля. День памяти — 29 декабря.
Святой Трофим (fr: Trophime) был основателем епископской кафедры в Арле. Согласно одному из преданий, он прибыл туда в 46 году, а его имя связано со св. апостолом Павлом.
Согласно иному преданию, во время правления императора Деция и Ветта Грата (Vettus Gratus) папой римским Фабианом были отосланы семь епископов из Рима в Галлию на проповедь Евангелия: Гатиан — в Тур, Трофим — в Арль, Павел — в Нарбонну, Сатурнин — в Тулузу, Дионисий — в Париж, Австремоний — в Клермон и Марциал — в Лимож. Христианская община уже существовала много лет в Лионе, где епископом был Ириней.
Св. Григорий Турский писал:
Итак, в Галлию были посланы: в Тур — епископ Катиан, в Арль— епископ Трофим, в Нарбонн — епископ Павел, в Тулузу — епископ Сатурнин, в Париж — епископ Дионисий, в Клермон — епископ Стремоний, в Лимож — епископ Марциал. Из них блаженный Дионисий, епископ парижский, претерпев множество пыток во имя Христово, кончил земную жизнь от меча.
…
А епископы Катиан, Трофим, Стремоний, Павел и Марциал, живущие в великой святости, приобщив народ к церкви и распространив среди всех веру Христову, преставились в благостном исповедании. Таким образом, и те, кто покинул землю, приняв мучения, и те, что почили исповедниками, равно соединились на небесах.